# Isabel Marant
Isabel Marant (* 12. dubna 1967 Boulogne-Billancourt) je francouzská módní návrhářka.

## Životopis
Isabel Marant se narodila francouzskému otci a německé matce, působila jako manekýnka a později ředitelka agentury Elite. Své první oděvy začala navrhovat v 15 letech. V letech 1985–1987 působila ve Studiu Berçot a v následujícím roce vytvořila společně s návrháři Michelem Kleinem a Bridget Yorke kolekci pro značku Yorke et Cole. V roce 1989 vytvořila modely pro Clauda Montanu nebo Michela Perryho a pod vlastním jménem též řadu šperků a módních doplňků. V roce 1994 svou první značku Twen přejmenovala podle sebe na Isabel Marant a v následujícím roce pod jejím jménem vydala první kolekci. O tři roky později obdržela cenu Award de la mode pro nejlepší návrhářku uplynulého roku. V únoru 1998 otevřela svůj první butik v Paříži na ulici Rue de Charonne a po něm i druhý obchod ve čtvrti Saint-Germain.